# Micropterix immensipalpa
Micropterix immensipalpa és una espècie extinta d'arna de la família Micropterigidae. Va ser descrita per Kuznezov, l'any 1941. L'únic exemplar conegut es va trobar dins d'ambre bàltic.